# Agelena longipes
Agelena longipes là một loài nhện trong họ Agelenidae.
Loài này thuộc chi Agelena. Agelena longipes được Carpenter miêu tả năm 1900.